# Discosura
Discosura  (draadkolibries) is een geslacht van vogels uit de familie kolibries (Trochilidae) en geslachtengroep Lesbiini (komeetkolibries).

## Soorten
Het geslacht kent de volgende soorten.
- Discosura conversii  – Groene draadkolibrie
- Discosura langsdorffi  – Zwartbuikdraadkolibrie
- Discosura letitiae  – Koperen draadkolibrie
- Discosura longicaudus  – Vlagstaartkolibrie
- Discosura popelairii  – Gekuifde draadkolibrie